# ويليام جاك
ويليام جاك (بالإنجليزية: William Jack)‏ هو سياسي أسترالي، ولد في 1 مايو 1892 بدندي في المملكة المتحدة، وتوفي في 14 سبتمبر 1982 بسيدني في أستراليا. حزبياً، نشط في الحزب الليبرالي الأسترالي. وقد انتخب عضو مجلس النواب الأسترالي عن دائرة Division of North Sydney ‏ (10 ديسمبر 1949 – 31 أكتوبر 1966).